# Braggio
Braggio era una comuna suiza del cantón de los Grisones. El 1 de enero de 2015 se fusionó con las antiguas comunas de Arvigo, Cauco y Selma para constituir la nueva comuna de Calanca.